# Prima bătălie de la Harkov
Ca parte a Operațiunii Barbarossa, Grupul de Armate Sud german a înaintat spre orașul Harkov din Ucraina. Armata a 38-a sovietică a fost dispusă în regiune pentru a asigura apărarea orașului. Pe 20 octombrie 1941 germanii au declanșat atacul. Până pe 21 octombrie, toate echipamentele industriale fuseseră demontate din fabrici și încărcate de sovietici pe platformele trenurilor de marfă pentru a fi evacuate spre est. În aceeași zi de 21, germanii se aflau la aproximativ 10 km de gara orașului. Pe 24 octombrie, germanii au atacat orașul și au cucerit Harkovul. 